# Kinga Kosmala
Kinga Kosmala – nauczycielka języka polskiego w Stanach Zjednoczonych, działaczka polonijna.

## Życiorys
Ukończyła studia magisterskie z dziedziny genetyki na Uniwersytecie Przyrodniczym w Lublinie w 1994. Wyemigrowała do Stanów Zjednoczonych, gdzie doktoryzowała się w 2010 dysertacją pt. Ryszard Kapuściński: Reportage and Ethics or Fading Tyranny of Narrative na Uniwersytecie Chicagowskim.
Pracowała na kilku amerykańskim uniwersytetach: w latach 2007-2008 była zatrudniona na University of Chicago (Interdisciplinary Studies in the Humanities Program); jesienią 2009 r. oraz zimą 2011 r. gościła na Loyola University Chicago (Department of Modern Languages) jako profesor wizytujący; w latach 2010-2017 była związana z Department of Slavic Languages and Literatures & Summer Language. Od 2017 roku uczy języka polskiego na Northwestern University (Department of Slavic Languages and Literatures).
Bierze udział w projekcie University of Chicago: Less Commonly Taught Languages Partnership jako Mellon Collaborative Partner. Jest też dyrektorką wykonawczą Polish American Association.

## Zainteresowania naukowe
W obszarze jej zainteresowań badawczych znajdują się zagadnienia takie jak: pedagogika języka polskiego, a zwłaszcza metody opracowywania programów nauczania, ich rozwój, standaryzacja i ocena oraz współczesna polska proza non-fiction i film dokumentalny, rozwój ekonomiczny i zmiany kulturowe w Europie Centralnej oraz historia Polonii w Chicago.

## Dydaktyka
Prowadzi wykłady z literatury i kultury polskiej. Interesuje ją także polskie kino. Uczy języka polskiego na wszystkich poziomach zaawansowania.

## Dodatkowa działalność
Jest członkinią wielu organizacji, m.in. American Association of Teachers of Slavic and Eastern European Languages (AATSEEL),  Association for Slavic, East European & Eurasian Studies (ASEEES), American Council on Teaching of Foreign Languages (ACTFL), Polish Studies Association (PSA). Pełni funkcję prezesa North American Association of Teachers of Polish (NAATPl).

## Wybrane publikacje
- Report from the Mellon Test Design Workshop, Shared Less Commonly Taught Languages Symposium, 2018.
- Challenges of Curriculum Design in Teaching a Less Commonly Taught Language, Council on Language Instruction Quarterly meeting, 2018.
- Free to Rock, Slavic Department Seminar Series, 2018.
- Kinga Kosmala, Ida and Mother Joan of the Angels: God-like camera and women in habits, “Association for Slavic, East European, and Eurasian Studies Annual Convention” 2017.
- Kinga Kosmala, Erik Houle, Internet-Based Cultural Enrichment in the Polish Language Classroom, “ Journal of Ukrainian Studies” 2017.
- Kinga Kosmala, Ryszard Kapuściński: Reportage and Ethics or Fading Tyranny of the Narrative, (2012)
- Kinga Kosmala, Olga Stanisławska’s Charles de Gaulle Roundabout: Raw Facts and the Danger of Finalizing Narratives. “The Polish Review” 2013.